# روبرتو کاسابلا
روبرتو کاسابلا (انگلیسی: Roberto Casabella؛ زادهٔ ۹ ژانویهٔ ۱۹۸۷) بازیکن فوتبال اهل اسپانیا است.
از باشگاه‌هایی که در آن بازی کرده‌است می‌توان به باشگاه فوتبال بارنت، باشگاه فوتبال اتلتیکو مادرید بی، و باشگاه فوتبال آرارات ایروان اشاره کرد.